# Pierre-Henri Loÿs
Œuvres principales
- Le Gna (1997)
- Les Treize songes d’une étoile (2007)
- Petites Farces de la mort (2007)

Pierre-Henri Loÿs, né le 3 juin 1957 à Paris, est un romancier, dramaturge, librettiste, interprète, chroniqueur de radio, producteur et réalisateur de documentaires musicaux pour la télévision.

## Biographie
Pierre-Henri Loÿs grandit à Metz dans une famille de commerçants. Il se passionne pour la musique, l’écriture, le dessin et l’image dès son plus jeune âge.
Après des études de commerce, il entre à la Société française de production (SFP) en 1984 où il découvre les techniques de tournage et de post-production sur les plateaux et dans les régies des Buttes-Chaumont.
Par la suite, il exerce des fonctions de direction dans les plus grandes entreprises du secteur de la communication audiovisuelle (France Télécom, Technisonor Productions,…) avant de créer sa propre structure (Aller Retour Productions) avec Éric Moniot en 1998.
Depuis 2017, il produit des ciné-concerts à partir du catalogue de films rares de la société Lobster Films créée par Serge Bromberg.

## Formation
Pierre-Henri Loÿs fréquente la préparation HEC du lycée Fabert à Metz.
Il est diplômé de l’École supérieure de commerce et d'administration des entreprises de Lille (promotion 1982).
Il a étudié le piano durant ses jeunes années à Metz et plus tard, le chant lyrique au Conservatoire Hector-Berlioz à Paris

## Œuvres

### Théâtre
- Le Gna, 1997, Studio-Théâtre de la Comédie-Française (2001) avec Jean-Pierre Michaël, Michel Robin et Florence Viala dans une mise en scène d’Anne-André Reille. La pièce a été jouée du 17 janvier au 4 mars 2001[1],[2]
- Les Bavardages de Vespone adapté de La serva padrona de Pergolèse, Théâtre Kiron (2002)
- Forceps Italia, cabaret lyricomique représenté à l'Hôtel du Nord (2003)
- Allo’péra, Théâtre de la Reine Blanche avec Diana Higbee (2010)
- L'École des vieux ou le Bal des prothèses, seul en scène au Théâtre Funambule Montmartre (2014)

### Livrets
- Les Treize songes d’une étoile, opéra, musique de Mathieu Lamboley pour le Centre artistique Rudolf-Noureev (2007)
- Orphée aux enfers, adaptation de l’opéra de Jacques Offenbach pour l’Opéra national de Grèce, mise en scène Stephan Grögler (2015[3])
- Le Colosse de Mahdia, cantate, musique d’Olivier Calmel (2017[4],[5])

### Romans
- Petites Farces de la mort, éditions Écriture (2007[6])
- Piccoli scherzi della morte, Elliot Edizioni (2012). Traduction de Catherine Mc Gilvray[7]
- L’inspiratrice ou la passion selon Pierre (2016)

### Traductions
- RKO Radio Pictures, naissance d'un titan de Richard B. Jewell - Éditions Lobster Films (2021)
- Clap de fin, le déclin de la RKO Radio Pictures de Richard B. Jewell - Éditions Lobster Films (2021)

## Documentaires et captations

### En tant que producteur
Série Le Grand Conservatoire
Série documentaire : Retour d’un musicien renommé sur les lieux de son apprentissage, rencontre avec les élèves. (La Cinquième - 1996 / 1997)
- Une affaire de famille avec Marie-Josèphe Jude et Charles Jude
- Aimer, Jouer et Chanter avec Natalie Dessay
- Les Chemins de l’amour avec Françoise Pollet
- Le Combat d’un chef avec Emmanuel Krivine
- Cordes sensibles avec Marielle Nordmann
- Le Joueur de flûte à Marseille avec Alain Marion
- Le Nom de l’accord avec Michel Petrucciani
- Salut l’altiste avec Gérard Caussé
- Le Rocker de Notre-Dame avec Dominique Visse
- Si Versailles m’était chanté avec Sophie Koch et Thierry Félix
- Vous avez dit baroque ? avec Jean-Claude Malgoire
- Retour aux sources avec Guy Touvron

Autres
- Robert Casadesus, compositeur, La Cinquième (1999)
- Ça tourne à l’Opéra en partenariat avec le programme Dix mois d’École et d’Opéra (Opéra de Paris / Éducation Nationale / La Cinquième – 1999 / 2000)
- Une leçon de Renata Scotto au CNSMDP, La Cinquième (2000)
- Au cœur de l’harmonie avec Paul Meyer, Arte (2000)
- L’île opéra avec Renata Scotto, Arte (2001)
- Bill et le baroque série sur la musique baroque animée par William Christie, La Cinquième (2001)[8]
- Le Cabaret de Shirley et Dino, DVD Universal Music (2001)
- Simple comme musique série d’initiation à la musique animée par Pierre Charvet, France 5 (2003)
- Actéon / Didon & Enée par Les Arts Florissants, DVD Aller Retour Productions (2004)
- Olivier Messiaen : Vingt regards sur l'Enfant-Jésus (œuvre) et Roger Muraro : Un regard sur Olivier Messiaen (documentaire) : DVD Universal Classics, réalisation Stéphan Aubé | Choc du Monde de la Musique (2005)
- Carissimi le discret avec l’ ensemble Les Paladins, direction Jérôme Correas, Mezzo (2005)
- Le Pianiste de la Sierra Madre, France 5 (2006)

### En tant que réalisateur
- Les Noces de Villecroze, masterclass de Christa Ludwig à l’Académie musicale de Villecroze, Mezzo (2002)
- Roberto Alagna chante Luis Mariano, Arte (2005)
- Promenade musicale à Saint-Pétersbourg, France 3 (2012)

L'Heure de l'opéra
Collection Alain Duault, France 3 (2008 / 2011), épisodes :
- Mady Mesplé
- Mirella Freni
- Nathalie Manfrino
- Natalie Dessay
- Giacomo Puccini
- La Scala de Milan[9]
- Rudolf Noureev[10]

## Radio
De septembre 2006 à juin 2008, France Musique lui confie une chronique hebdomadaire sur le dvd musical dans l’émission Par Ici les Sorties animée par Arnaud Merlin.

## Distinctions
Pierre-Henri Loÿs a été nommé Chevalier dans l’Ordre des Arts et des Lettres en 1999.